# Ратјенсдорф
Ратјенсдорф (њем. Rathjensdorf) општина је у њемачкој савезној држави Шлезвиг-Холштајн. Једно је од 84 општинска средишта округа Плен. Према процјени из 2010. у општини је живјело 496 становника. Посједује регионалну шифру (AGS) 1057067.

## Географски и демографски подаци
Ратјенсдорф се налази у савезној држави Шлезвиг-Холштајн у округу Плен. Општина се налази на надморској висини од 32 метра. Површина општине износи 11,8 km². У самом мјесту је, према процјени из 2010. године, живјело 496 становника. Просјечна густина становништва износи 42 становника/km².

## Међународна сарадња
| Мјесто | Држава | Врста сарадње | Од    |
| ------ | ------ | ------------- | ----- |
| Неман  | Русија | партнерство   | 2006. |
|        | Тунис  | партнерство   | 1973. |
| Извор  |        |               |       |